# Eleccions legislatives portugueses de 2024
Les eleccions legislatives portugueses de 2024 es van celebrar de manera anticipada el 10 de març de 2024 a tot el territori portuguès per escollir els 230 diputats de la nova Assemblea de la República corresponent a la 16a legislatura.
El líder del partit més votat, Luís Montenegro, va formar un govern minoritari de centredreta, posant fi a gairebé una dècada de govern socialista.

## Context
El tercer govern d'António Costa va resultar molt inestable amb diversos escàndols o polèmiques que l'afectaren. A mitjans de 2023, el govern ja havia patit 13 dimissions, d'11 secretaris d'estat i de 2 ministres. La situació va arribar a un punt insostenible amb l'escorcoll policial a la residència oficial del primer ministre i la detenció del seu cap de gabinet, a més d'altres entrades en diferents ministeris en una investigació contra la corrupció que implicava l'adjudicació de contractes per als negocis de liti i hidrogen. Es va reunir amb el president Marcelo Rebelo de Sousa al Palau Presidencial i va anunciar la seva dimissió poc després, afirmant que no es presentaria a la reelecció.
Tot i les pressions del Partit Socialista per escollir un nou gabinet i evitar les eleccions anticipades, el president Marcelo de Sousa, després de reunir-se amb el Consell d'Estat, va convocar-les per al 10 de març de 2024. Aquesta és la primera vegada que un govern de majoria no ha completat el seu mandat complet al Portugal democràtic.
A més de la caiguda del govern, les eleccions venen marcades per l'aglutinament de la dreta en la reedició de la coalició històrica Aliança Democràtica, i la pujada del partit d'extrema dreta Chega!

## Sistema electoral
Els 230 membres de l'Assemblea de la República Portuguesa són elegits en vint-i-dues circumscripcion amb escons assignats per la regla D'Hondt amb una quantitat de diputats segons la magnitud del districte.

## Candidatures
| Partit | Partit | Partit                                                       | Ideologia                                    | Posició                        | Líder                          | Resultats 2022 | Refs          |
| ------ | ------ | ------------------------------------------------------------ | -------------------------------------------- | ------------------------------ | ------------------------------ | -------------- | ------------- |
|        | PS     | Partit Socialista Partido Socialista                         | Socialdemocràcia                             | Centreesquerra                 | Pedro Nuno Santos              | 120 / 230      |               |
|        | AD     | Aliança Democràtica Aliança Democrática                      | Conservadorisme liberal Conservadorisme      | Centredreta a Dreta            | Luís Montenegro                | 76 / 230       | [ 13 ] [ 14 ] |
|        | CH     | Chega!                                                       | Populisme de dretes Conservadorisme nacional | Dreta a ultradreta             | André Ventura                  | 12 / 230       |               |
|        | IL     | Iniciativa Liberal                                           | Liberalisme Llibertarisme                    | Centredreta a Dreta            | Rui Rocha                      | 8 / 230        |               |
|        | CDU    | Coalició Democràtica Unitària Coligação Democrática Unitária | Comunisme Ecosocialisme                      | Esquerra a extrema esquerra    | Paulo Raimundo                 | 6 / 230        |               |
|        | BE     | Bloc d'Esquerra Bloco de Esquerda                            | Socialisme democràtic                        | Esquerra a extrema esquerra    | Mariana Mortágua               | 5 / 230        |               |
|        | PAN    | Persones-Animals-Natura Pessoas-Animais-Natureza             | Animalisme Ecologisme                        | Centreesquerra                 | Inês Sousa Real                | 1 / 230        |               |
|        | L      | Livre LIVRE                                                  | Ecologisme                                   | Centreesquerraa Esquerra       | Rui Tavares i Teresa Mota      | 1 / 230        |               |
|        | Ind.   | Independent Independente                                     | António Maló de Abreu (ex-PSD)               | António Maló de Abreu (ex-PSD) | António Maló de Abreu (ex-PSD) | 1 / 230        | [ 15 ]        |

### Partits sense representació
| Partit | Partit    | Partit                                                                                         | Ideologia                                    | Posició                   | Líder                            | Resultats 2022 | Refs   |
| Partit | Partit    | Partit                                                                                         | Ideologia                                    | Posició                   | Líder                            | %              | Refs   |
| ------ | --------- | ---------------------------------------------------------------------------------------------- | -------------------------------------------- | ------------------------- | -------------------------------- | -------------- | ------ |
|        | RIR       | Reaccionar, Incloure, Reciclar Reagir, Incluir, Reciclar,                                      | Humanisme Pacifisme                          | Sincretisme               | Márcia Henriques                 | 0.4%           | [ 16 ] |
|        | PCTP/MRPP | Partit Comunista dels Treballadors Portuguesos Partido Comunista dos Trabalhadores Portugueses | Marxisme-leninisme                           | Extrema esquerra          | Cidália Guerreiro                | 0.2%           | [ 17 ] |
|        | ADN       | Alternativa Nacional Democràtica Alternativa Democrática Nacional                              | Tradicionalisme                              | Dreta                     | Bruno Fialho                     | 0.2%           | [ 18 ] |
|        | JPP       | Junts pel Poble Juntos pelo Povo                                                               | Socioliberalisme                             | Centre                    | Élvio Sousa                      | 0.2%           | [ 19 ] |
|        | A21       | Alternativa 21 Alternativa 21                                                                  | Conservadorisme liberal                      | Centreesquerra            | Pedro Pimenta i Jorge Nuno de Sá | 0.1% 0.0%      | [ 20 ] |
|        | VP        | Volt Portugal                                                                                  | Socioliberalisme                             | Centre a centreesquerra   | Ana Carvalho i Duarte Costa      | 0.1%           | [ 21 ] |
|        | E         | Ergue-te                                                                                       | Populisme de dretes Conservadorisme nacional | Ultradreta                | José Pinto Coelho                | 0.1%           | [ 22 ] |
|        | NC        | Nosaltres, Ciutadans Nós, Cidadãos!                                                            | Socioliberalisme                             | Centredreta               | Joaquim Rocha Afonso             | 0.1%           | [ 23 ] |
|        | PTP       | Partit Laborista Portuguès Partido Trabalhista Português                                       | Socialisme democràtic                        | Centreesquerra a esquerra | Amândio Madaleno                 | 0.1%           | [ 24 ] |
|        | ND        | Nova Dreta Nova Direita                                                                        | Conservadorisme nacional                     | Dreta                     | Ossanda Liber                    | N/D            | [ 25 ] |

### Rebutjats
| Partit | Partit | Partit                                                           | Ideologia  | Posició  | Líder         | Resultats 2022 | Refs   |
| Partit | Partit | Partit                                                           | Ideologia  | Posició  | Líder         | %              | Refs   |
| ------ | ------ | ---------------------------------------------------------------- | ---------- | -------- | ------------- | -------------- | ------ |
|        | MAS    | Moviment Alternativa Socialista Movimento Alternativa Socialista | Trotskisme | Esquerra | Renata Cambra | 0.1%           | [ 26 ] |

## Resultats
Cap partit va aconseguir la majoria absoluta d'escons. L'Aliança Democràtica (AD), de centredreta i liderada per Luís Montenegro, va obtenir 80 escons, seguida de prop pel Partit Socialista (PS), que va perdre la majoria absoluta aconseguida a les eleccions de 2022 i es va quedar amb 78 escons. Els comicis també van estar marcats per l'ascens del partit populista de dreta Chega, que es va convertir en la tercera força parlamentària multiplicant per més de quatre els seus escons anteriors, fins a arribar als cinquanta. La participació va ser del 59,9%, la més alta des de 2005.
| % | ' |

| % | ' |

## Conseqüències
El líder del partit més votat, Luís Montenegro, acabaria formant un govern minoritari de centredreta, posant fi a gairebé una dècada de govern socialista.